# Robert Lado
Robert Lado (ur. 31 maja 1915 w Tampie, na Florydzie, zm. 11 grudnia 1995 w Waszyngtonie) – amerykański językoznawca.

## Życiorys
Robert Lado przyszedł na świat w Tampie, na południu Stanów Zjednoczonych w 1915. Jego rodzice byli hiszpańskimi imigrantami, którzy powrócili do Hiszpanii, zanim zdążył nauczyć się angielskiego. Przyszły doktor językoznawstwa powrócił do Ameryki mając 21 lat i rozpoczął naukę języka angielskiego jako dorosły. Doświadczenia z tego okresu wykorzystał później przygotowując program nauczania angielskiego jako drugiego języka.
Dr Lado zdobył uzyskał najpierw Bachelor of Arts w Rollins College w Winter Park na Florydzie, a następnie Master of Arts na University of Texas w Austin. Doktoryzował się na Uniwersytecie Michigan. Wkrótce został wykładowcą w Instytucie Języka Angielskiego w tym samym uniwersytecie. Po kilku latach przeniósł się na Uniwersytet Georgetown w Waszyngtonie. Tutaj został dziekanem Instytutu Językoznawstwa, przekształconego później w Wydział Języków i Językoznawstwa. Urząd ten pełnił przez 13 lat.
Będąc dziekanem w Waszyngtonie, dzięki współpracy z Ford-Fulbright Foundation, Lado przyczynił się do założenia instytutów języka angielskiego na pięciu różnych uniwersytetach w Hiszpanii. Współpracował również z uniwersytetami w Ameryce Łacińskiej. Wiele podróżował wygłaszając odczyty dotyczące językoznawstwa. Został uhonorowany doktoratami honoris causa przez Georgetown University w Waszyngtonie i Sophia University w Tokio, obie uczelnie prowadzone przez jezuitów.
Lado założył Lado International College, instytucję zajmującą się tworzeniem programów do nauki języka angielskiego. Lado International College posiada dzisiaj trzy szkoły w Waszyngtonie, w Arlington oraz w Silver Spring w Hrabstwie Montgomery.
Przez całe życie dr Lado był członkiem Hiszpańskiego Centrum Katolickiego w Waszyngtonie (ang. Spanish Catholic Center). Odznaczony został medalem uznania przez amerykańską organizację Daughters of the American Revolution (pol. Córki Rewolucji Amerykańskiej) oddział w Dystrykcie Kolumbii. Był współzałożycielem stowarzyszenia Teachers of English to Speakers of Other Languages (pol. Nauczyciele Języka Angielskiego dla Obcokrajowców) zrzeszającego profesjonalnych nauczycieli języka angielskiego. W Stanach Zjednoczonych przyznawana jest nagroda Robert Lado Memorial Award dla najlepszych studentów prezentujących swoje prace pisemne w języku angielskim. Był autorem ponad 100 artykułów i 60 książek.
Robert Lado ożenił się z Lucia Andrade Lado, mieli dziesięcioro dzieci. Dr Lado zmarł 11 grudnia 1995 w Waszyngtonie.

## Językoznawstwo kontrastywne
Robert Lado jest uważany za jednego z twórców współczesnej lingwistyki kontrastywnej, która jako poddyscyplina lingwistyki stosowanej, zajmuje się opracowywaniem materiałów służących do nauki języków obcych. Duży wpływ na rozwój tej dziedziny wiedzy miała książka Roberta Lado zatytułowana Linguistics across cultures: Applied linguistics for language teachers. W książce tej zawarł opis metod porównywania systemów językowych w odniesieniu do brzmienia, gramatyki, słownictwa, pisowni i kultury danego kraju.
Dr Lado wraz z Charlesem C. Friesem przeświadczeni byli, iż kluczem do zmniejszenia trudności w nauce języka obcego jest odkrycie i zrozumienie różnic pomiędzy tym językiem a językiem, którym włada się od urodzenia (gramatyka, fonologia i słownictwo).

## Publikacje
- Robert Lado: English language and orientation programs for foreign students offered by institutions of higher learning in the United States, summer 1952, and 1952-1953. Washington: 1952. Brak numerów stron w książce
- Robert Lado: Linguistics across cultures; applied linguistics for language teachers. Ann Arbor: University of Michigan Press, 1957. Brak numerów stron w książce
- Robert Lado: Language testing; the construction and use of foreign language tests: a teacher’s book. New York: PMcGraw-Hill, 1961. Brak numerów stron w książce
- Robert Lado: Language teaching, a scientific approach. New York: PMcGraw-Hill, 1964. Brak numerów stron w książce
- Robert Lado, Edward Blansitt: Contemporary Spanish. New York: 1967. Brak numerów stron w książce
- Robert Lado: Español: lengua y letras. New York: McGraw-Hill, 1970. Brak numerów stron w książce
- Robert Lado: English Pattern Practices: Establishing the Patterns as Habits. Ann Arbor: University of Michigan Press, 1970. Brak numerów stron w książce
- Robert Lado: Lingúistica contrastiva. Madrid: Bdic. Alcala, 1973. Brak numerów stron w książce
- Robert Lado: Teaching English across cultures: an introduction for teachers of English to speakers of other languages. New York: McGraw-Hill, 1988. ISBN 0-07-035769-2. Brak numerów stron w książce
- Robert Lado: Lado English series. Englewood Cliffs, N.J.: Prentice Hall Regents, 1989. ISBN 0-13-522244-3. Brak numerów stron w książce
- Robert Lado: Lado English Series Level 2. Englewood Cliffs, N.J.: Prentice Hall, 1989. ISBN 0-13-522269-9. Brak numerów stron w książce
- Robert Lado: Lado English Series Level 3. Englewood Cliffs, N.J.: Prentice Hall, 1989. ISBN 978-0-13-522285-0. Brak numerów stron w książce
- Robert Lado: Lado English Series 4. Englewood Cliffs, N.J.: Prentice Hall, 1989. ISBN 0-13-522301-6. Brak numerów stron w książce
- Robert Lado: Lado English Series 5. Englewood Cliffs, N.J.: Prentice Hall, 1990. ISBN 978-0-13-522327-7. Brak numerów stron w książce
- Robert Lado: Lado English Series Level 6. Englewood Cliffs, N.J.: Prentice Hall, 1990. ISBN 0-13-522343-1. Brak numerów stron w książce
- Robert Lado: Lado picture dictionary. Englewood Cliffs, N.J.: Prentice Hall, 1992. ISBN 0-13-521451-3. Brak numerów stron w książce
- Robert Lado: Student placement and evaluation package. Englewood Cliffs, N.J.: Regents/Prentice Hall, 1992. ISBN 0-13-522384-9. Brak numerów stron w książce
- Robert Lado: Lado Picture Dictionary – Beginning Workbook. Englewood Cliffs, N.J.: Prentice Hall, 1993. ISBN 978-0135215012. Brak numerów stron w książce